# Роккабруна
Роккабруна (итал. Roccabruna) — коммуна в Италии, располагается в регионе Пьемонт, в провинции Кунео.
Население составляет 1524 человека (2008 г.), плотность населения составляет 64 чел./км². Занимает площадь 24 км². Почтовый индекс — 12020. Телефонный код — 0171.
В коммуне в неделю Феррагосто особо празднуется Успение Пресвятой Богородицы.

## Демография
Динамика населения:

## Администрация коммуны
- Официальный сайт: http://www.comune.roccabruna.cn.it/